# Giuseppe de Porcaris
Giuseppe Loporcaro (in arte de Porcaris) (Altamura, 9 ottobre 1698 – 1772) è stato un musicista italiano.

## Biografia
Nacque ad Altamura il 9 ottobre 1698 da Vito Antonio Loporcaro e Anna Pestrichella. Fu avviato alla musica da suo zio Domenico Pestrichella, «espertissimo maestro di musica». A 18 anni fu mandato a Napoli a completare i suoi studi presso il Conservatorio.
Da Napoli de Porcaris si spostò a Lisbona, dove fu collocato nella Regia Cappella di re Giovanni V del Portogallo con un'ottima retribuzione. "Da circa anni quaranta", fu nominato Professore perfetto di musica e, grazie anche a tali incarichi, accumulò un patrimonio di circa 12000 ducati che lasciò (nell'anno di morte 1772) ad alcuni suoi parenti tramite disposizioni testamentarie.